# Rue Radziwill
La rue Radziwill est une voie du 1er arrondissement de Paris, en France.

## Situation et accès
La rue Radziwill est une voie  située dans le 1er arrondissement de Paris. Elle débute au 1, rue des Petits-Champs et se termine aujourd'hui en impasse.
Le quartier est desservi par la ligne de métro 3 à la station Sentier et par les lignes 1 et 7 à la station Palais-Royal - Musée du Louvre.

## Origine du nom

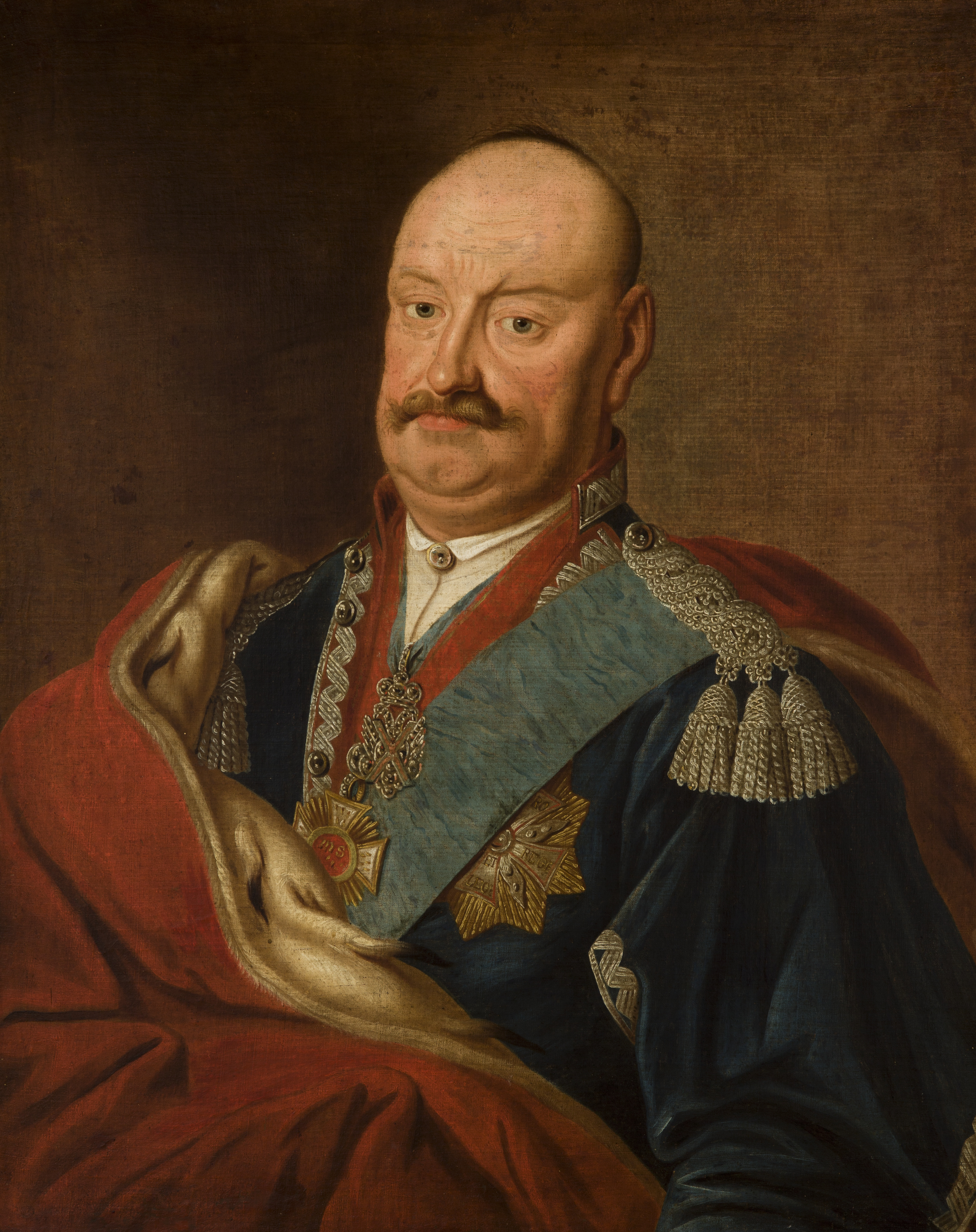
Charles Stanislaw Radziwill.

Cette rue porte le nom de Charles Stanislaw Radziwill (1734-1790), exilé politique polonais, qui s'opposa, en 1772, au partage de la Pologne et qui possédait dans cette voie son hôtel particulier.

## Historique
Elle est citée sous le nom de « rue Neufve », dans un manuscrit de 1636 dont le procès-verbal de visite, en date du 22 avril 1636, indique qu'elle est « salle, boueuse et remplie d'immundices et de plus avons particulièrement veu quantité de fumiers compiliez avec boues, qui arrestent le cours des eaues des ruisseaux ».
Elle est totalement ouverte en 1640 sur un terrain appartenant au cardinal de Richelieu sous le nom « rue Neuve-des-Bons-Enfants » puisqu'elle est alors dans le prolongement de la rue des Bons-Enfants. 
En 1702, la « rue Neuve-des-Bons-Enfants », qui fait partie du quartier de Saint-Eustache, débute rue des Bons-Enfants, au coin de la rue Baillif, et se termine au coin de la rue Neuve-des-Petits-Champs et comprends 20 maisons et 7 lanternes publiques.
À l’époque de la Révolution, on y trouve plusieurs maisons de jeu, dont l’activité occasionne divers scandales.
Elle prend le nom de « rue Radziwill » en 1867. 
Avant la Première Guerre mondiale, la rue compte 37 maisons dont plusieurs hôtels. En 1920, il ne reste plus que deux commerçants : un bijoutier au no 37 et un petit café à l’angle de la rue des Petits-Champs. Entre 1920 et 1925, plusieurs immeubles de la rue sont démolis par la Banque de France. En 1926, la rue est devenue une impasse privée, barrée par une grille qui ne s’ouvre que pour les employés de la Banque de France. Un journaliste de l'époque s’exclame : « La rue Radziwill n’existe plus ! ».
L'expansion des locaux de la Banque de France au début du XXe siècle a amputé une partie de la rue et l'a contrainte à devenir une impasse. Aujourd'hui, la totalité des bâtiments s'y trouvant appartient, et est occupée, par l'institution, si bien que la voie est barrée en son extrémité et son accès interdit au public.

## Bâtiments remarquables et lieux de mémoire

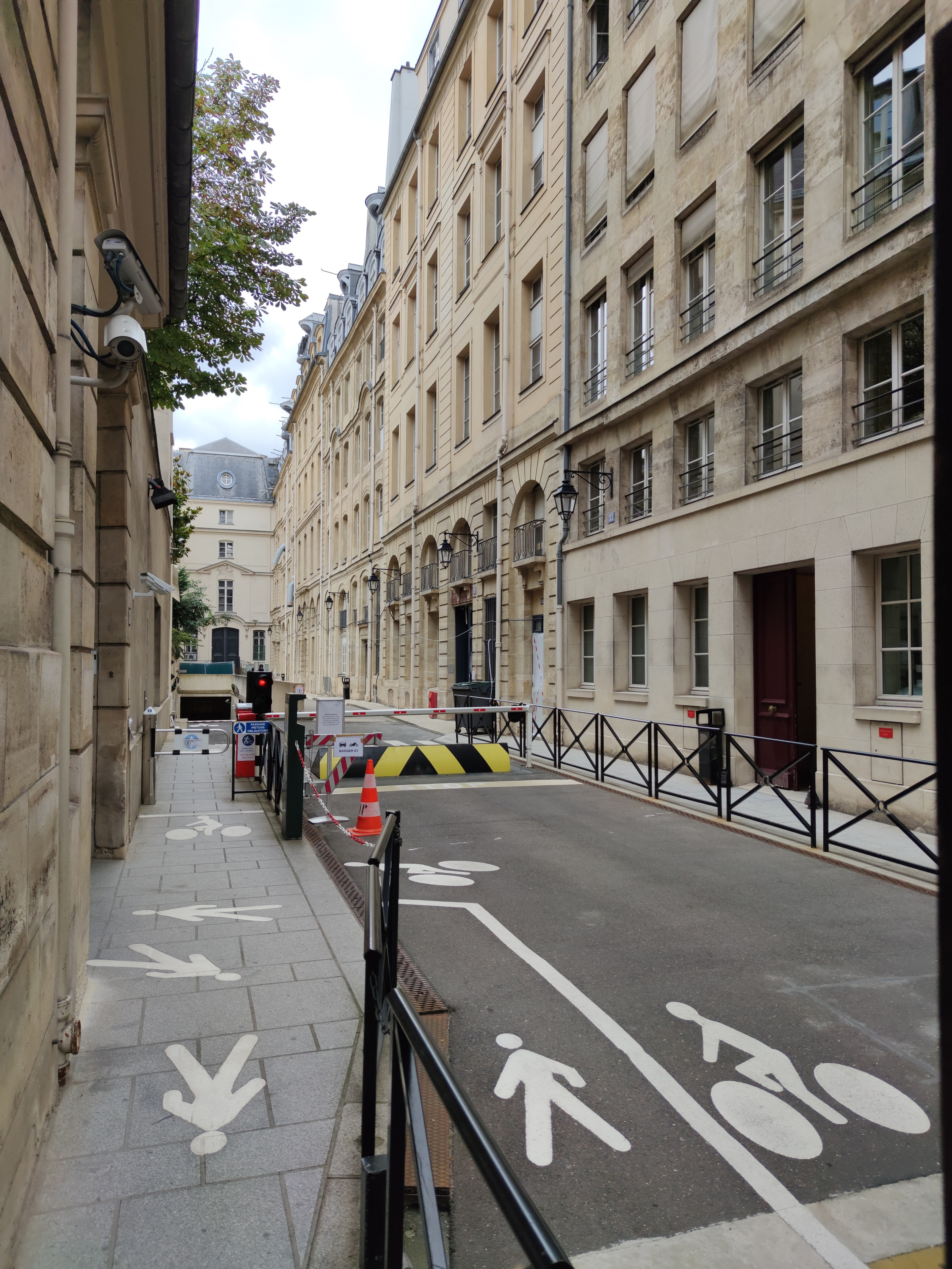
La rue Radziwill en 2021.

- No 13 : Achille Laugé (1861-1944), artiste peintre, y vécut[4].
- Nos 33 : Hôtel de Hollande, dit Radziwill. Situé en bordure du Palais-Royal, cet immeuble de 9 niveaux fut bâti en 1781 par le maître maçon Giraud de Talairac. L’édifice est à l’époque le plus haut immeuble d'habitations de Paris jusqu'à l'édification en 1960 du premier gratte-ciel parisien, la tour Albert de 23 étages rue Corvisart dans le XIIIe arrondissement. Sa construction précède le premier règlement d'urbanisme limitant la hauteur des immeubles à Paris de 1783[5]. Il fut notamment la propriété de l'industriel Joseph Seurrat de Guilleville en 1795. De nos jours, il appartient à la Banque de France.
- Nos 35-37 : emplacement de l'hôtel particulier de la famille Radziwill.
- Le chimiste Antoine Lavoisier et son épouse, Marie-Anne Pierrette Paulze, y vécurent.
- En 2020, lors de travaux menés rue de Valois sous le bâtiment de la Banque de France, des vestiges de l'enceinte de Charles V sont exhumés. Une exposition extérieure temporaire est alors organisée par l'INRAP, à l'intersection de la rue des Petits-Champs et de la rue Radziwill[6].

## Pour approfondir